# Oliver Beene
Oliver Beene ist eine US-amerikanische Fernsehserie von Howard Gewirtz, welche am 9. März 2003 ihre Erstausstrahlung auf Fox hatte und bis zum 12. September 2004 lief.

## Handlung
Die Serie spielt in den Jahren 1962 und 1963 und dreht sich rund um die Erlebnisse des 11-jährigen Oliver Beene, der mit seiner Familie in Queens lebt. Da die Serie in der Vergangenheit spielt, erzählt der „erwachsene“ Oliver (Stimme von David Cross) als Voice-over aus seiner Perspektive die damals geschehenen Dinge, weshalb man die Serie auch oft mit Wunderbare Jahre vergleicht.

## Produktion
Es wurden zwei Staffeln der Serie gedreht mit insgesamt 24 Folgen. Als Titelmelodie wurde „The Future Is Now“ von The Solids verwendet.

## Besetzung
| Schauspieler     | Rollenname                  | Bemerkungen                                     |
| Grant Rosenmeyer | Oliver David Beene          | Hauptperson                                     |
| Grant Shaud      | Dr. Jerrimiah ‘Jerry’ Beene | Olivers Vater (ein passionierter Zahnarzt)      |
| Wendy Makkena    | Charlotte Caraline Beene    | Olivers Mutter (die Jackie Kennedy bewundert)   |
| Andrew Lawrence  | Tayler ‘Ted’ Mark Beene     | Olivers älterer Bruder                          |
| Daveigh Chase    | Joyce                       | Olivers streberische beste Freundin             |
| Taylor Emerson   | Michael                     | Olivers (offensichtlich) schwuler bester Freund |